# Hans Fors
Hans Alexander Fors, född 24 december 1933 i Kronoby, död 15 januari 1993 i Helsingfors, var en finländsk författare och teaterchef. 
Som dramaturg 1962–1963, biträdande chef 1966–1968 och chef 1969–1981 gjorde Fors Radioteatern till en av de angelägna scenerna i det finlandssvenska teaterrummet. Själv bidrog han med en rad egna pjäser, som virtuost utnyttjade radiomediets möjligheter till närkontakt med lyssnaren. Bland hörspelen märks Mitt namn var Malkus (1960), Jag tänker ofta på Palomares (1969) och Passionerna (1980). 
Fors radioproduktion, genom sin kvalitet och omfattning unik i finlandssvensk litteratur, finns samlad i volymen Röster, händer utsträckta (1984). Hans författarskap, som ständigt skiftade mellan poesi och lyrisk prosa, inleddes med diktsamlingen Samklang (1953). Här odlade han en senmodernistisk stil som förenades med en romantisk, ljusomstrålad livsuppfattning i senare samlingar som Brödet och stjärnan (1971), Lysaren (1975) och En kärleksbok (1978). 
I sin prosa anknöt Fors ofta till österbottniska barndomsminnen, där kärleken till ett landskap kontrasteras till präglande upplevelser av mänsklig utsatthet. För outsidern, byoriginalet, hade han alltid ett varmt ord. Novellsamlingen Ohördas rop (1970) och romanen Livets bryggor (1980), där tillvaron betraktas ur en sexårings perspektiv, slår an en egenartad hembygdston som fullföljs i Fors sista roman Under höga träd (1990). Prosan har en genomarbetad språkrytm som vittnar om hans stora musikintresse. Sin brottning med de existentiella frågorna gestaltar han i den bibliska parafrasen Josef från Arimatea (1982).